# Jeffrey de Zwaan
Jeffrey de Zwaan (Rijswijk, 1996. március 26. –) holland dartsjátékos. 2011-től 2015-ig a British Darts Organisation, majd 2015-től a Professional Darts Corporation tagja. Beceneve "The Black Cobra".

## Pályafutása

### BDO
De Zwaan első nagytornája a BDO-nál a 2014-es World Masters volt, amelyen a legjobb 16-ig sikerült eljutnia, ahol 3–0-ás vereséget szenvedett az angol Glen Durrant ellen.

### PDC
2015-ben már a PDC-nél folytatta pályafutását, ahol rögtön megszerezte a Pro Tour kártyát, amivel elindulhatott a PDC versenyein. A 2015-ös German Darts Championship tornán az első körben legyőzte Devon Petersent 6–2-re, majd a második körben 6–0-ra kikapott Adrian Lewis-tól. Még ebben az évben részt vehetett az első kiemelt tornáján a PDC-nél, amely a UK Open volt. A tornán a második körig jutott, ahol Benito van de Pas ellen esett ki. A Players Championship negyedik állomásán a negyeddöntőig sikerült eljutnia, ahol 6–3-ra kapott ki Lewis-tól, de előtte többek között Michael Smith-t és Jelle Klaasent is legyőzte. Következő nagy tornája az Európa-bajnokság volt, ahol az első körben 6–3-ra kikapott Michael van Gerwen-től. Az év végén a Pro Tour ranglistáról kvalifikálta magát a 2016-os világbajnokságra, ahol 3–2-re kapott ki Smith-től egy végső "hirtelen halál" leges győzelemig tartó mérkőzésen.
A 2016-os UK Open-en ismét a második körig jutott, ahol ezúttal Alex Roy állította meg. De Zwaan a Development Tour sorozatának 18. állomásán döntőbe jutott, ahol 4–2-re győzte le Corey Cadbyt.
A 2017-es és 2018-as világbajnokságra nem tudta kvalifikálni magát, és következő nagytornája a 2018-as UK Open volt. Ezen a tornán legyőzte a világelső Michael van Gerwent 10–8-ra a második körben, akinek az ITV által közvetített kiemelt tornákon 2014 novembere óta tartó veretlenségi sorozata volt. De Zwaan a következő körben Paul Hogan-nal találkozott, akitől végül 10–8-as vereséget szenvedett.
2018 áprilisában megszerezte első tornagyőzelmét a PDC-nél, amelyet a Jonny Clayton elleni 6–5-ös sikerrel szerzett a Players Championship wigani állomásán. Az év további részében a World Matchplay-en az első körben újra van Gerwennel játszott, akit ezúttal 10–6-ra győzött le. De Zwaan így ebben az évben immár másodszor tudta megverni a holland világelsőt, annak ellenére, hogy ő csak a 68. helyen szerepelt akkoriban a világranglistán.

## Világbajnoki szereplései

### PDC
- 2016: Első kör (vereség  Michael Smith ellen 2–3)
- 2019: Második kör (vereség  Rob Cross ellen 1–3)
- 2020: Negyedik kör (vereség  Peter Wright ellen 3–4)
- 2021: Második kör (vereség  Ryan Searle ellen 0–3)
- 2025: Első kör (vereség  Florian Hempel ellen 1–3)

## Tornagyőzelmei
| - PDC Q-School: 2023 Players Championships - Players Championship (BAR): 2019 - Players Championship (WIG): 2018 PDC Development Tour - Development Tour: 2019 | - World Youth Masters: 2012 |